# Kamień runiczny z Gripsholm

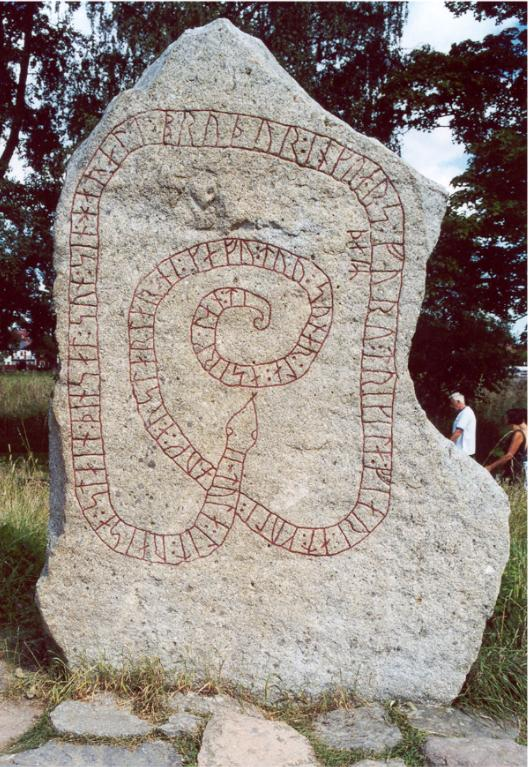
Kamień runiczny z Gripsholm

Kamień runiczny z Gripsholm (Sö 179) – kamień runiczny znajdujący się przed zamkiem Gripsholm w gminie Strängnäs w szwedzkiej prowincji Södermanland.
Granitowy głaz ma 2 metry wysokości. Odkryty został przypadkowo w latach 20. XIX wieku na zamku Gripsholm, pokryty smołą i wmurowany w jeden z progów. Wcześniej przypuszczalnie znajdował się w pobliskim opactwie kartuzów, które zostało rozebrane podczas reformacji, a pochodzące z rozbiórki kamienie użyto jako budulec przy wznoszeniu zamku. W 1930 roku kamień został wydobyty z podłogi i ustawiony w obecnym miejscu.
Na kamieniu wyryto podobiznę wijącego się na kształt wstęgi węża, w ciało którego wpisana została inskrypcja. Tekst, rozpoczynający się od głowy gada, głosi:
× tula: lit: raisa: stain: þins at: sun: sin: haralt: bruþur: inkuars: (þaiR) furu: trikila: fiari: at: kuli: auk: a:ustarlar ni: kafu: tuu: sunar:la: a sirk:lan:ti
co znaczy:
Tola kazała wznieść kamień ten dla swego syna Haralda brata Ingvara. (Oni) pojechali mężnie daleko za złotem i na wschód, orły nakarmili, zmarli na południu w Serklandii
Zwrot nakarmić orły jest kenningiem, oznaczającym zasłanie pola bitwy ciałami wrogów. Poszczególne wyrazy inskrypcji zostały oddzielone dwukropkami, choć nie zrobiono tego konsekwentnie przy wszystkich słowach. Słowo þaiR nie zmieściło się w ciele węża i zostało dopisane z boku. Bohaterem inskrypcji jest Ingvar Obieżyświat (zm. 1041), przywódca nieudanej wyprawy do Serklandu (tj. na Bliski Wschód). Wyprawie tej poświęcono oddzielną sagę, a także upamiętniono ją na ponad 20 kamieniach runicznych. Kamień z Gripsholm ufundowała Tola, matka Haralda, brata Ingvara. Chodzi tu najprawdopodobniej o brata przyrodniego lub towarzysza broni, a nie o brata rodzonego.